# Eric Lie
Eric Lie, voluit Eric Lie Kwie Sjoe (Paramaribo, 16 december 1943 – juni 2022) was een Surinaams taekwondoka. Hij is de eerste Surinamer met de titel van Taekwondo-Grootmeester.

## Biografie

### Jeugd en werk
Eric Lie werd in Paramaribo geboren als vijfde kind uit een gezin met vijf jongens en drie meisjes en groeide op in de nabije mijnbouwstad Paranam. Na de kweekschool slaagde hij voor zijn hoofdakte in handarbeid. Vervolgens ging hij aan het werk als leerkracht.

### Krijgssport
Hij maakte een start met judo, maar deze vechtkunst beviel hem niet, omdat hij dan altijd op armafstand moest zijn van een belager. Hij dacht, bij moeilijkheden op straat, "dan kan ik rennen." Omdat benen langer zijn dan armen zag hij dat probleem bij taekwondo niet. Hij kwam toen in contact met Chris Renault, een Indonesisch Nederlander die in de tweede helft van de jaren 1960 als legersergeant was gedetacheerd in Suriname. Die leerde hem tot het eind van zijn diensttijd de eerste technieken bij. Vervolgens leerde Lie Terry Agerkop kennen die in Nederland de eerste  dan in taekwondo had gehaald en terug was in Suriname. Ze besloten samen te trainen en trokken gaandeweg meer geïnteresseerden aan. In 1968 richtte Agerkop de taekwondoschool Hwarang-do op. De school groeide in tien jaar tijd uit van vijf tot zeventig leden.

### Taekwondoschool
Lie legde zijn examen voor de zwarte band af bij Jan Willem Stoker in Nederland. Bij terugkeer nam hij steeds meer de leiding over van Hwarang-do. Agerkop vertrok in 1970 uit Suriname en droeg zijn school over aan Lie en Frank Doelwijt. In 1972 startte Doelwijt zijn eigen school en Hwarang-do ging verder als Eric Lie's Taekwondo (Eric Lie's TKD). Zijn jongere broer Arthy was een van zijn leerlingen en groeide eveneens uit tot grootmeester. Lie leerde zich veel zelf aan en reisde af en toe naar een taekwondomeester op Curaçao voor aanwijzingen, correcties en advies. Na drie jaar slaagde hij voor de tweede dan en in de decennia erna verkreeg hij er telkens een bij.
Zijn voorbeeld, als eerste in Suriname opgeleide zwartebander, kreeg opvolging. In 1976 waren er inmiddels twaalf in Suriname opgeleid; zij legden allen hun examen af in Nederland. Ook volgden opleidingen buiten de stad in Billiton, Paranam, Domburg, Blauwgrond en Kwatta. Hij was de eerste taekwondoka die kampioen werd in alle leeftijdsklassen en reisde met zijn school naar kampioenschappen in Belém (Brazilië) en Cayenne (Frans-Guyana). Ook ging hij met zijn school naar deze landen voor demonstraties, evenals naar Haïti, waar hij taekwondo introduceerde en naar Martinique.
Zijn voortgang ging niet altijd vanzelf en hij voelde jaloezie en tegenwerking bij andere taekwondoleraren. Zo werd hem enerzijds verweten dat hij met het leren van gevechtstechnieken aan straatjongens criminaliteit zou stimuleren, terwijl hij anderzijds werd geprezen, omdat zijn oud-leerlingen zich geregeld hadden ontwikkeld tot vooraanstaande burgers. Kansarme kinderen kregen gratis les. Terwijl de dan-promotie vanaf een bepaald niveau is gebonden aan de ervaringsjaren, bleef hij in 2014 op de zevende dan steken. Hij had toen onenigheid met de Surinaamse Taekwondo Associatie, maar wilde volgens zijn dochter ook niet zelf om de promotie vragen. Hij was de zeventig gepasseerd en stond nog altijd aan de leiding van zijn school. Ook in deze jaren werden zijn leerlingen door de taekwondoassociatie getraind tot scheidsrechter.

### Boek en documentaire
Eric Lie kreeg zeven kinderen bij meerdere vrouwen en trouwde laat. Medio jaren 1990 kwam hij in contact met een inmiddels 19-jarige dochter die in Nederland woonde, de latere schrijfster Karin Amatmoekrim. Op haar elfde vertelde haar moeder haar dat niet haar stiefvader, maar Lie haar echte vader was. In 2016 publiceerde zij Tenzij de vader, een memoire over Lie. Het boek vormde in 2017 de basis voor de documentaire De jacht op mijn vader.

### Erkenning
In de periode 1975-1980 of 1988-1990 kreeg Eric Lie een uitnodiging van de Koreaanse ambassadeur om een half jaar naar Zuid-Korea te komen voor een geheel verzorgde taekwondotraining. Hij vroeg als leerkracht aan zijn minister van Onderwijs, Ronald Venetiaan, om een vliegticket en om doorbetaling van zijn salaris, zodat de bank zijn huis niet zou verkopen. Van Venetiaan kreeg hij toen het antwoord dat het land geen geld had. Het gevoel geen waardering te krijgen van de overheid, zat hem tijdens een interview in 2017 nog hoog. Later, in 2001, werd hij door Venetiaan, inmiddels president, geridderd in de Ere-Orde van de Palm. Voor Lie voelde deze waardering als te laat.

### Overlijden
Op 24 juni 2022 werd zijn overlijden bekendgemaakt. Eric Lie is 78 jaar oud geworden.